# 駱錦明
駱錦明（1942年—），生於臺北市，臺灣銀行家，為台北區合會儲蓄公司（台北國際商業銀行前身）創辦人之一駱水源之子。1988年與辜濂松共同創辦松誼企管，1999年與前中華民國中央銀行總裁謝森中結合民間企業共同創立台灣工業銀行。隨2017年1月3日台灣工業銀行正式轉制更名為王道商業銀行，為王道商業銀行創辦人暨榮譽董事長，也是現任中華民國工商協進會榮譽理事長

## 經歷
其父駱水源，為台北區合會儲蓄公司（台北國際商業銀行前身）創辦人之一，也是台北區合會儲蓄公司第一任總經理，曾任台北市議員。其母潘溱溱，出身台北士林望族，為潘光楷之女。其家族為台北國際商銀與中國信託商銀的大股東之一。
在國立台灣大學取得經濟學學士之後，至美國留學，取得美國阿拉巴馬州立大學商學碩士。
1968年回到台灣，進入中華證券投資公司（中國信託商業銀行前身），從基層員工做起。受辜濂松重用，成為中信集團的重要人物。曾任中國信託商業銀行總經理、美國中國信託副董事長。1977年，創立和信集團下的中國租賃。1988年，與辜濂松共同創辦松誼企管。1999年，從中信集團退休後，與前央行總裁謝森中聯合發起，結合民間企業資源，共同創建台灣工業銀行，為台灣首家結合民間企業力量新成立的工業銀行。隨著階段性任務完成，台灣工業銀行已於2017年1月3日正式轉制更名為王道商業銀行，為台灣首家原生數位銀行。
駱錦明現為王道銀行榮譽董事長，亦擔任中華民國工商協進會榮譽理事長、兩岸企業家峰會常務理事等。2014年獲得華美博物館「歷史締造者」名單之「傑出國際企業獎」，以及國立台灣大學第九屆工商類傑出校友。

## 嗜好
因為父親的啟蒙，駱錦明喜愛收藏藝術品，尤其對「與馬相關」的藝術品特別情有獨鍾。他曾經花10年的時間，輾轉透過各種管道，收集到整套以馬為主題、共15件的竇加（Edgar Degas）銅雕作品，此為駱錦明重要的收藏品之一。他對藝術收藏多所涉獵，在清翫雅集的同好裡，也頗有口碑。

## 爭議言論
2014年6月5日，以中華民國工商協進會理事長身分發表房市看法，建議年輕人買房可以先從郊區或外縣市著手，並舉例在台中買房、搭高鐵通勤1小時就可到台北。

## 家庭
駱錦明妻子陳世姿，台灣大學外文系畢業，其父親為醫師。為怡昌投資(股)公司董事長、明山投資(股)公司董事長、台雅投資(股)公司董事長、台軒投資(股)公司董事長。
- 長女駱怡君，麻省理工學院（ MIT ）MBA，王道銀行董事長。
- 次女駱怡倩，南加大教育心理碩士。
- 三女駱怡如，加州洛杉磯大學（ UCLA ）教育心理碩士。